# رودريك ماكلويد
رودريك ماكلويد هو سياسي كندي، ولد في 3 أغسطس 1908، وتوفي في 8 يونيو 2004. نشط حزبياً في حزب الائتمان الاجتماعي في ألبرتا ‏. وقد انتخب عضو الجمعية التشريعية في ألبرتا ‏.